# Харбінський рубль
Харбі́нський рубль, також рубль Російсько-Азіатського банку, хорватовській рубль — грошова одиниця, що випускалася Російсько-Азіатським банком. Використовувалася в Харбіні та на території відчуження КВЖД з грудня 1918 по 1920 роки.
Рублі Російсько-Азіатського банку були замовлені в американській друкарні «American Bank Note Company» і випущені номіналами: 50 копійок, 1, 3, 10 і 100 рублів.
Перші бони були використані банком 15-20 грудня 1918 року. Харбінські рублі приймалися за сплату всіх зборів КВЖД і самим банком без обмежень, ставши повноцінною грошовою одиницею. Банк проводив за бажанням безперешкодний обмін нових бон на «керенки», і в обмеженій кількості, на паперові кредитні романовські рублі.
У народі нові гроші отримали назву хорватовські рублі та хорватовки за ім'ям тодішнього Керуючої КВЖД генерала Д. Л. Хорвата.
До 1920 року середній курс хорватівського рубля становив 11 рублів за 1 романівський рубль золотом, в той час, як курс кредитного (паперового) романівського рубля становив 10 рублів за 1 рубль золотом.
З початку 1920 року хорватівки починають поступово вилучатися банком з обігу, проте вони продовжували використовуватися ще довгий час і котирувалися на біржі.

## Загадка в клубах пари
На збільшеному зображенні пара з-під коліс паровоза нагадує зображення жіночої голови. З приводу цього малюнка існує кілька теорій: 
- Спочатку вважалося, що під колесами паровоза художник приховано зобразив голову керуючого КВЖД Д. Л. Хорвата (1858-1937), який не звернув увагу на цю деталь, коли ставив підпис.
- Деякі вважали, що якийсь американський художник зобразив на них свій портрет. Однак незрозуміло, навіщо живій людині поміщати під колеса паровоза свою голову.
- У Харбіні жив талановитий художник. Наступного дня після вінчання його наречена потрапила під потяг, який її обезголовив. Художник цю драму гостро переживав. Коли в 1918 році були розпочаті роботи над створенням грошових знаків для розташованого в Харбіні Російсько-Азіатського банку, цей художник, взявся за виготовлення оригіналів зворотного боку всіх купюр. Оригінали сподобалися керівникам банку і самому генералу Хорвату з його дружиною. Ніхто з них не помітив у клубах пари під колесами голову жінки з відкритим у крику ротом. Оригінали відправили в США. За ним вигравіювали всі купюри і виконали замовлення.

На знаках різних номіналів зображення жінки в клубах пари досить умовне і відрізняється один від одного. Але трагічний вираз обличчя зберігся скрізь.